# Siwuszka tropikalna
Siwuszka tropikalna (Polioptila plumbea) – gatunek małego ptaka owadożernego z rodziny siwuszek (Polioptilidae).

## Systematyka
Wyróżnia się kilkanaście podgatunków P. plumbea:
- P. p. brodkorbi Parkes, 1979 – południowy Meksyk do północnej Kostaryki
- P. p. superciliaris Lawrence, 1861 – północno-środkowa Kostaryka do północnej Kolumbii
- P. p. cinericia Wetmore, 1957 – wyspa Coiba (u południowego wybrzeża Panamy)
- P. p. bilineata (Bonaparte, 1850) – siwuszka białobrewa[4] – północno-zachodnia Kolumbia do północno-zachodniego Peru
- P. p. daguae Chapman, 1915 – zachodnio-środkowa Kolumbia
- P. p. anteocularis Hellmayr, 1900 – środkowa Kolumbia
- P. p. plumbiceps Lawrence, 1865 – północno-wschodnia i wschodnia Kolumbia oraz północna Wenezuela
- P. p. innotata Hellmayr, 1901 – wschodnia Kolumbia do środkowej Gujany oraz północnej Brazylii
- P. p. plumbea (J. F. Gmelin, 1788) – siwuszka tropikalna[4] – Surinam, Gujana Francuska i północna Brazylia
- P. p. atricapilla (Swainson, 1831) – północno-wschodnia Brazylia
- P. p. parvirostris Sharpe, 1885 – wschodni Ekwador, północno-wschodnie Peru i północno-zachodnia Brazylia
- P. p. maior Hellmayr, 1900 – siwuszka peruwiańska[4] – północne Peru. Przez niektórych autorów takson ten jest podnoszony do rangi gatunku[6].

## Charakterystyka
Niewielki ptak o długości od 10 cm do 12 cm, waży w granicach od 6 do 8 gramów. Ma cienki, relatywnie długi dziób, długi ogon, szarą wierzchnią część ciała i biały spód. Centralne sterówki są czarne, pozostałe białe (ogon z góry jest czarny, a z dołu biały). Na skrzydłach ma białą plamę. Samce mają czarny pasek nad oczami. Samice mają szary pasek, a niektóre mają nieregularną plamę obok oczu.
Samce z podgatunku bilineata są podobne do tych z głównej grupy, ale różnią się kilkoma szczegółami. Mają bielsze upierzenie, wyraźniejszy czarny pasek nad oczami, z czarną linią biegnącą od karku do kącików oczu. Samice wyglądają tak samo jak podgatunku plumbea.
Podgatunek maior cechuje się podobnym upierzeniem samców jak u głównej grupy, lecz samice wyglądają jak samce u podgatunku bilineata. Młode każdego podgatunku przypominają samice.

## Występowanie
Gatunek ten występuje w południowym Meksyku, Ameryce Centralnej i Południowej, na południu po południowe Peru i wschodnią Brazylię.
Zamieszkuje lasy, zarośla i wilgotne lasy tropikalne. Występuje głównie na nizinach, poniżej wysokości 1000 m n.p.m. Podgatunek maior jest obserwowany w suchych lasach do wysokości 2700 m n.p.m. Zamieszkuje głównie korony drzew, ale jest też obecny w niższych partiach lasu i na otwartych terenach.

## Pożywienie
Jest owadożerny; do jego pożywienia zaliczają się pająki i ich jaja, chrząszcze, gąsienice i inne owady znajdowane na liściach i gałązkach. Żeruje zazwyczaj wspólnie z ptakami z rodziny tanagrowatych i lasówek.

## Tryb życia i rozród
Jest towarzyskim ptakiem i nie boi się obecności człowieka. Takie nastawienie sprawia, że jest podatny na ataki drapieżników. Wszystkożerne ssaki takie jak marmozeta chętnie plądrują gniazda siwuszki tropikalnej, często w porze suchej, gdy występuje niedobór owoców, pomimo prób obrony młodych przez rodziców.
Rozród odbywa się najczęściej w maju i czerwcu. Ptaki budują wtedy małe, podobne do tych tworzonych przez kolibry gniazda z włókien roślinnych 2 do 8 metrów na gałęzi drzewa. Samica składa dwa lub trzy brązowe, plamkowane jaja.

## Status
IUCN uznaje siwuszkę tropikalną za gatunek najmniejszej troski (LC, Least Concern). Wielkość populacji szacuje się na bardzo dużą, oscylującą od kilku do kilkudziesięciu milionów osobników. Trend liczebności populacji uznawany jest za spadkowy.
Od 2016 roku IUCN za osobny gatunek uznaje siwuszkę peruwiańską P. (p.) maior. Również zalicza ją do kategorii najmniejszej troski, a trend liczebności populacji uznaje za spadkowy.